# Oldstead

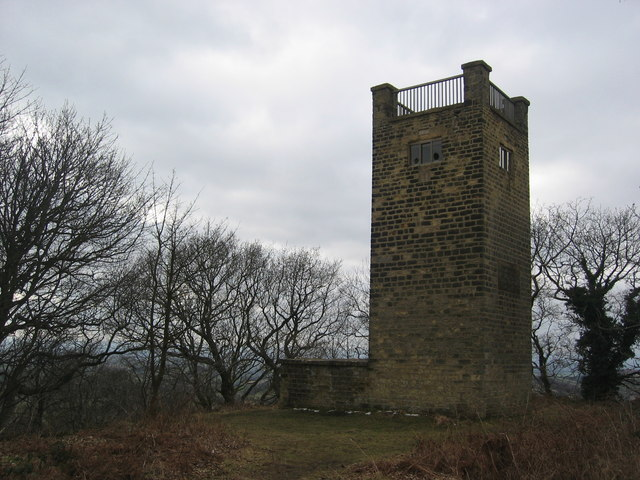
Observatorium van Mount Snever

Oldstead is een civil parish in het bestuurlijke gebied Ryedale, in het Engelse graafschap North Yorkshire. In 2001 telde het dorp 68 inwoners. Het dorp heeft 7 vermeldingen op de Britse monumentenlijst. Daaronder bevindt zich de in 1838 ter gelegenheid van de kroning van Victoria van het Verenigd Koninkrijk gebouwde sterrenwacht van Mount Snever.